# Castell de Daugavgrīva
El Castell de Daugavgrīva (en letó:Daugavgrīvas viduslaiku pils; en alemany: Dünamünde; en polonés: Dynemunt: en rus: Усть-Двинск o Ust`-Dvinsk) va ser un antic monestir convertit en castell, situat en el barri de Vecdaugava, al meandre de la riba dreta del riu Daugava, a la part nord de la ciutat de Riga capital de Letònia. Avui dia solament s'aprecien restes de muralla. És monument arqueològic d'interès nacional, aprovat pel Ministeri de Cultura de Letònia en ordre del 29 d'octubre de 1998, No. 128 com l'objecte de Defensa Nacional No. 2075a: «Monestir Daugavgrives - una fortificació medieval».

## Història
El 1205 es va fundar l'Abadia de Daugavgrīva dedicat a sant Nicolau, pel bisbe de Riga Albert de Buxhoeveden i on es van establir monjos cistercencs procedents de l'abadia de Pforta (Alemanya) de la filiació de Morimond. Durant una incursió dels curonians el 1228, el monestir i les seves tombes van ser destruïdes i alguns monjos assassinats. Després del combat es va tornar a reconstruir l'abadia. El 1305, l'abat va vendre el monestir als Cavallers teutònics de la branca de Livònia, que van començar la construcció del castell. La burgesia de Riga va prendre el castell el 1329 fins a l'any 1435 que es van veure obligats a retornar-los a l'orde Teutònic. El 1481 els cavallers van tancar la navegació del riu Daugava amb l'esperança d'arruïnar els negocis de la ciutat de Riga, en represàlia els ciutadans van capturar novament el castell i ho van destruir. Vuit anys més tard els cavallers van tornar a reconstruir la fortalesa. Si la ciutat de Riga estava controlada pels arquebisbes, la seu local del Komtur de l'orde dels cavallers teutònics es trobava a Daugavgrīva.

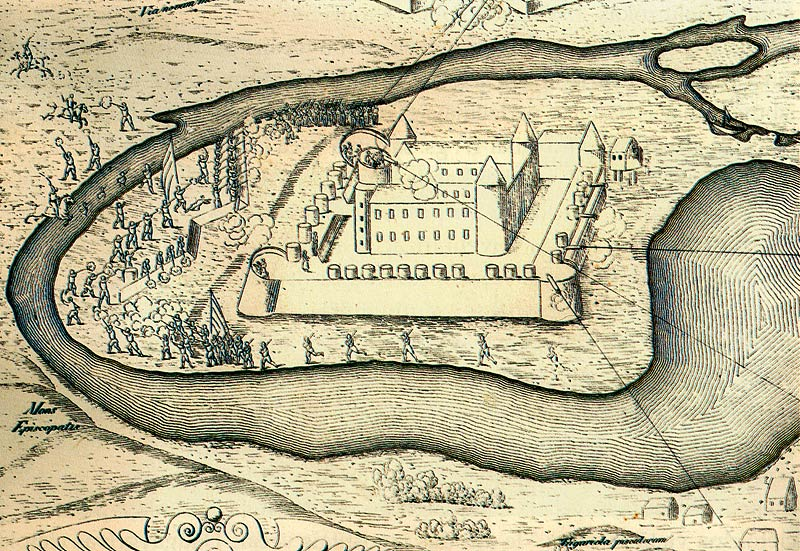
Castell de Daugavgrīva el 1601.

Durant la Guerra de Livònia el 1561, Dünamünde es va convertir en part del Gran Ducat de Lituània i després de la Mancomunitat de Polònia-Lituània.Gotthard Kettler, l'últim Gran Mestre de l'Orde dels Cavallers Teutons a Livònia, pactà el 1561 un acord amb Segimon II August, segons el qual l'Orde livonià del Ducat de Curlàndia i Semigàlia esdevenia un territori sota sobirania polonesa. A la segona meitat del segle xvi el riu Daugava va prendre un nou camí i una nova boca a uns cinc quilòmetres cap a l'oest. El 1582 la fortalesa va ser inspeccionada pel rei Esteve Bathory I, qui es va referir a ella com «Dynemunt». L'1 d'agost de 1608 la fortalesa va ser presa pels suecs sota el comandament del comte Frederick Joachim Mansfeld qui li va canviar el nom a «Neumünde». El castell va ser destruït el 1624 a la Guerra Poloneso-Sueca i durant el govern suec de Livònia es va ordenar desmantellar les ruïnes i les pedres van ser utilitzades, transportant-les en vaixells pel riu a la riba contrària, per construir una nova fortalesa Daugavgrives en l'actualitat a la desembocadura del riu. Joachim Cronman més tard tard es va convertir en comandant de la fortalesa i va morir allà el 5 de març de 1703.